# David Wesley
David Barakau Wesley (14 de novembre del 1970 a San Antonio, Texas) és un jugador professional de bàsquet.